# حسين عبد الجليل الفرحاني
حسين عبد الجليل الفرحاني لاعب كرة قدم بحريني يلعب حاليا لصالح نادي الدرجة الأولى الأهلي البحريني في مركز الوسط المدافع.

## الإنجازات

### الأهلي
- كأس الاتحاد البحريني (1): 2016

### منتخب البحرين
- كأس الخليج للمنتخبات الأولمبية (1): 2013